# Kurara (toksyna)

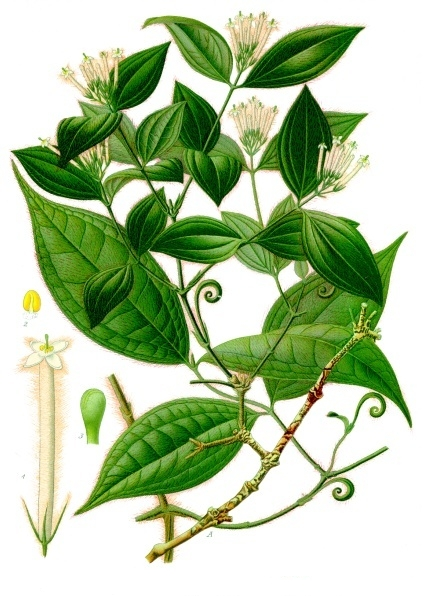
Strychnos toxifera, Koehler 1887

Kurara – neurotoksyna pozyskiwana jako wyciąg z kory kilku gatunków kulczyby (Strychnos toxifera, S. schomburgkii, S. cognes), z cebuli trójżeńca Burmannia lub ze śluzowatej substancji korzeni Cissus erosa. Blokuje acetylocholinowe receptory nikotynowe występujące w synapsach nerwowo-mięśniowych mięśni szkieletowych. Używana jest na całym świecie, głównie przez Indian południowoamerykańskich do zatruwania strzał do łuków i dmuchawek.
W różnych preparatach kurary zidentyfikowano około 70 alkaloidów. Cechą wspólną kurar są dimeryczne alkaloidy z czwartorzędowymi grupami aminowymi. Do alkaloidów kurary porażających przewodnictwo nerwowo-mięśniowe należą:
- toksyferyna(inne języki), LD100 120 μg/kg (mysz, wlew dożylny),
- tubokuraryna, LD100 23 μg/kg (mysz, wlew dożylny),
- kalebasyna(inne języki), LD100 320 μg/kg (mysz, wlew dożylny).

Właściwości toksyczne kurary dotyczą tylko sytuacji bezpośredniego przedostania się substancji do krwiobiegu. Spożycie kurary jest nieszkodliwe, gdyż nie jest wchłaniana przez przewód pokarmowy. Kurara jest niedepolaryzującym środkiem zwiotczającym: powoduje natychmiastowe wiotczenie mięśni. Działanie to wykorzystywane jest w anestezjologii od roku 1939; od 1942 stosuje się w tym celu czystą tubokurarynę. Obecnie wykorzystuje się pochodne syntetyczne o zbliżonej budowie, na przykład atrakurium, o lepszym profilu działania i stabilności podczas przechowywania.
Działanie kurary niweluje się podaniem niewielkich dawek neostygminy lub innych inhibitorów acetylocholinoesterazy.